# Tommaso Ceva
Tommaso Ceva fue un jesuita, matemático y poeta italiano nacido el 20 de diciembre de 1648 en Milán, Italia  y fallecido en la misma ciudad el 3 de febrero de 1737. 

## Biografía
Tommaso Ceva fue el hermano del también matemático Giovanni Ceva. Fue profesor de retórica y, luego, por treinta y ocho años, de matemáticas en el Colegio Jesuita de Brera de Milán. Uno de sus alumnos más famoso fue Giovanni Gerolamo Saccheri.
Ceva adivinó antes que Isaac Newton la fuerza de atracción gravitacional de los cuerpos, y se adelantó a Guillaume de l'Hôpital en el concepto del polisector para la trisección de los ángulos. Diseñó un instrumento para dividir un ángulo recto en un número determinado de partes iguales. Sus trabajos científicos fueron publicados en 1699 en Opuscola mathematica, donde se analiza la geometría de la gravedad y de la aritmética, y De natura gravium.
Conocido como poeta latino, Ceva escribió su originalisimo poema Jesus puer, traducido a diversos idiomas. Fue llamado «poeta de la naturaleza» por sus Sylvae poeticae. Defendió la filosofía tradicional en elegantes hexámetros. Publicó muchas obras en italiano: idilios, epístolas, apólogos, melodramas y oratorios (como el Sacrificio de Abraham), vidas de santos y de contemporáneos eminentes. Su biografía del poeta Francesco De Lemene entremezcla la apreciación por su poesía con reflexiones filosóficas sobre principios estéticos, También participó en las controversias sobre el jansenismo y sobre los ritos chinos.
Tommaso Ceva era miembro de la Academia de la Arcadia, fundada en Roma en 1690 por poetas que pertenecían a la comitiva real de Cristina de Suecia.

## Obras
- Jesus puer (Milan, 1690).
- Opuscula mathematica (Milan, 1691).
- Instrumentum pro sectione cujuscunque anguli rectilinei in partes quotcunque aequales (Milan, 1695).
- De natura gravium (Milắn, 1699).
- Sylvae poeticae (Milan, 1699).
- Philosophia novo-antiqua (Milan, 1704).
- Carmina (Milan, 1704).
- Memorie d'alcune virtù del signor Conte Francesco de Lemene con alcune riflessioni sulle sue poesie (Milan, 1706).
- Vita di Monsignor Ruzzini, Vescovo di Bergamo (Milan, 1712).